# Веселин Сариев
Веселин Сариев е български поет и публицист.

## Биография
Веселин Сариев е роден на 22 септември 1951 г. в Пловдив. Завършва Българска филология в Пловдивски университет „Паисий Хилендарски“.
Дебютната му стихосбирка „Здраво утро“ излиза през 1982 година в издателство „Христо Г. Данов“. Книгата има дълга предистория на неприемане от официалната комунистическа критика. Първият ѝ вариант е претопен и отново издаден в съкратен и цензуриран вид, без илюстрациите на художника Димчо Павлов, който от своя страна прави изложба по стиховете в книгата.
Втората стихосбирка на Сариев, „Пред края на кръга“, излиза през 1989 г., също като издание на „Христо Г. Данов“. С нея поетът получава наградата „Пловдив“ за литература.
Интересите му са насочени към визуалната поезия. Това довежда до издаването на първото българско списание за визуална и експериментална поезия СВЕП (1990), в което Сариев кани за участие автори от Европа, Япония, САЩ, Южна Америка. От него излизат четири броя в тираж 100 и се разпространява по пощата, което е една от концепците на това „пътуващо изкуство“, наричано още mail art.
Стихосбирката „Съзвездие от мигове. Поетически диалози“ (1999) е билингва в три варианта – английски, немски, френски. Излиза също във вид на плакат и пощенски картички. С нея поетът получава за втори път наградата „Пловдив“ за литература.
Следващият проект „Горски дух“ (2000) е поема-портрет на художника Атанас Хранов.
През 2001 година излиза последната поетична книга на Веселин Сариев „Златна клонка / Twig of Gold“, която също е билингва и е придружена от рисунките на Данаил Дянков.
В последните си години Веселин Сариев продължава да работи върху ръкописа „Дворът“ – поетичен разказ за приятелите художници и творци.
Историко-публицистичното съчинение „Диарбекир и българите“ (1996, ИК ”Христо Ботев“) получава специалната награда на Дружество „Гражданин“ през 1996 г.
През 2000 година Веселин Сариев построява със собствени средства параклиса „Св. Мина“ в село Брестовица, за което е награден с почетния знак за дарителство на град Пловдив.
Умира след тежко боледуване през юни 2003 година, на 51-годишна възраст.
През септември 2011 г. посмъртно е публикуван двутомник с творби на Веселин Сариев – „Събрани страници“, съставен от Катрин Сариева и проф. Михаил Неделчев.
Посмъртно визуални поеми на Веселин Сариев както и изданията на "СВЕП" влизат в престижните колекции на МоМА, Ню Йорк, Getty Research Institute, Лос Анджелис, Academy zur Kunst, Берлин и други. 
Веселин Сариев и съпругата му Катрин Сариева изграждат представителна колекция от българско изкуство. След смъртта му съпругата му Катрин и дъщеря им Веселина Сариева основават галерията за съвременно изкуство "Сариев" . 

## Награди
- 1989: Награда „Пловдив“ за литература – за стихосбирката „Пред края на кръга“
- 1996: Специалната награда на Дружество „Гражданин“ – за историко-публицистичното съчинение „Диарбекир и българите“
- 1999: Награда „Пловдив“ за литература – за стихосбирката „Съзвездие от мигове. Поетически диалози“
- 2000: Почетен знак за дарителство на град Пловдив

## Посмъртно признание
- В с. Куртово Конаре е учреден Национален конкурс за поезия в памет на Веселин Сариев – провежда се ежегодно от месец май 2005 г.[8]
- Чугунена пластика във формата на бордюр украсява „Седмият хълм“ в Пловдив[9]
- Честване на Веселин Сариев. 60 години от рождението на поета и изследователя на българското минало и пловдивския дух[10]